# Бровида (Савона)
Бровида је насеље у Италији у округу Савона, региону Лигурија.
Према процени из 2011. у насељу је живело 2 становника. Насеље се налази на надморској висини од 395 м.